# Vatran Auraio
Vatran Auraio – powieść fantastyczna Marka S. Huberatha wydana w lutym 2011 nakładem Wydawnictwa Literackiego, zilustrowana przez Martę Blachurę.

## Fabuła
Akcja książki toczy się na bliżej nieokreślonej, niegościnnej planecie. Małą społecznością ludzi, zamieszkujących rozległą dolinę otoczoną niebezpiecznymi i niezdatnymi do zamieszkania górami, opiekuje się Ajfrid, tytułowy auraio, Płomienisty Orzeł. Odpowiada on za zachowanie i przekazanie degradującej się wiedzy pozostawionej przez przodków, którzy, zgodnie z podaniem, przybyli z kosmosu.
Społeczeństwo doliny podzielone jest na rodzaj kast, związanych z wiekiem – ze względu na ściśle kontrolowany rozród, odbywający się raz na każdy cykl życiowy, regulowany okresami hibernacji ludzi, mieszkańcy tworzą ściśle określone grupy równolatków.
Powieść obejmuje okres jednej przerwy w śnie hibernacyjnym (tzw. medinocelj), w trakcie którego auraio obserwuje odejście najstarszego pokolenia, nadzoruje zrytualizowany rozród, drastycznie odmienny od tradycyjnego dla gatunku ludzkiego, a następnie dogląda rozwoju społeczności. Jednocześnie przyjmuje do swej siedziby Alicę, którą uczyni auraicą i zmaga się z jej zaburzeniami psychicznymi.
Także w trakcie tego medinocelja następuje wyczekiwana od dawna wizyta ludzi z innych planet, nie przynosi ona jednak społeczności doliny żadnych korzyści.

## Wydanie
Książka, prócz tytułowej powieści, zawiera także dwa opowiadania opublikowane już wcześniej, osadzone w tej samej rzeczywistości chociaż na innych planetach: Spokojne, słoneczne miejsce lęgowe i Maika Ivanna.

## Nagrody
Powieść była nominowana do Nagrody Zajdla za 2010 rok oraz otrzymała srebrne wyróżnienie w edycji 2011 Nagrody literackiej im. Jerzego Żuławskiego.